# Forum Tepic
La Plaza Forum Tepic o Forum Tepic es una plaza comercial ubicada al occidente de la ciudad de Tepic, Nayarit. Fue construida por el Grupo GICSA a finales de febrero en el 2007, terminando la obra en el año 2008, invirtiendo en la obra unos 110 millones de dólares. Es la plaza más grande de Nayarit con una superficie de 44,302 m².
Según el Gobierno del Estado y las estadísticas del INEGI, esta plaza, ha contribuido al crecimiento y urbanización de la ciudad de Tepic hacia el lado de La Cantera y la Zona Industrial. Además, esta plaza ayudó indirectamente al crecimiento de la salud por el Hospital Puerta de Hierro.

## Localización
La plaza se localiza al occidente de la ciudad, en la colonia Benito Juárez, en una zona que antes era un gran pantano, sobre el Boulevard Luis Donaldo Colosio hacia el Hospital Médico Puerta de Hierro.

## Tiendas
La plaza alberga distintas tiendas departamentales, tales como: 
- Liverpool (Departamentales entre otros)

- Sears (Departamentales entre otros)

- Sanborns (Mixto)

- Suburbia (Indumentaria)

- Ópticas Lux (Óptica)

- C&A (Ropa)

- Cinemex; (Cine)

- Recorcholis (Salon de juegos)

- Chilli's; (Restaurante)